# طیف‌سنجی زودگذر سطح عمیق
طیف‌سنجی زودگذر سطح عمیق (DLTS) یک وسیله تجربی برای مطالعه نواقص فعال الکتریکی (معروف به دام‌های حامل بار) در نیمه‌رساناها است. DLTSمقدارهای معلوم و مشخص نقص اساسی را ایجاد می‌کند و غلظت آن‌ها را در ماده اندازه‌گیری می‌کند. برخی از پارامترها به عنوان «اثر انگشت» عیب در نظر گرفته می‌شوند که برای شناسایی و تجزیه و تحلیل آنها مورد استفاده قرار می‌گیرند.
DLTS نواقص موجود در ناحیه شارژ فضایی (تخلیه شدن) یک دستگاه الکترونیکی ساده را بررسی می‌کند. رایج‌ترین آنها دیودهای شاتکی یا پیوندهای p-n هستند. در فرایند اندازه‌گیری، ولتاژ قطبی دیود حالت پایدار معکوس توسط یک پردازش سیگنال ولتاژ مختل می‌گردد. این پردازش سیگنال ولتاژ میدان الکتریکی را در ناحیه فضایی بار کاهش می‌دهد و به حامل‌های آزاد از بخش نیمه‌رسانا اجازه می‌دهد تا به این ناحیه نفوذ کرده و عیوب را دوباره شارژ کنند که باعث حالت غیرتعادلی بار آنها می‌گردد. پس از پردازش سیگنال، زمانی که ولتاژ به مقدار ثابت خود بر می‌گردد، نواقص به دلیل فرایند انتشار حرارتی شروع به انتشار حامل‌های به دام افتاده خود می‌کنند. این روش ظرفیت خازنی ناحیه فضایی شارژ دستگاه را مورد بررسی قرار می‌دهد که در آن بازیابی حالت شارژ نقص باعث ظرفیت خازن زودگذر می‌گردد. پردازش سیگنال ولتاژ به دنبال بازیابی حالت شارژ نقص چرخه می‌گردد و امکان استفاده از روش‌های مختلف پردازش سیگنال برای تجزیه و تحلیل فرایند شارژ مجدد عیب را فراهم می‌سازد.
روش DLTS تقریباً از هر روش تشخیص نیمه‌رسانا دیگری حساسیت بالاتری دارا می‌باشد. به عنوان نمونه، در سیلیسیم می‌تواند ناخالصی‌ها و نواقص را در غلظت یک قسمت در ۱۲^۱۰ اتم میزبان ماده تشخیص دهد. این ویژگی به همراه طراحی فنی ساده‌اش، آن را در آزمایشگاه‌های تحقیقاتی و کارخانه‌های تولید مواد نیمه رسانا بسیار محبوب کرده‌است.
روش DLTS توسط دیوید ورن لانگ در آزمایشگاه‌های بل در سال ۱۹۷۴ پیشقدم شده بود. در سال ۱۹۷۵ حق ثبت اختراع ایالات متحده به لانگ اعطا شد.

## روش DLTS

### DLTS معمولی

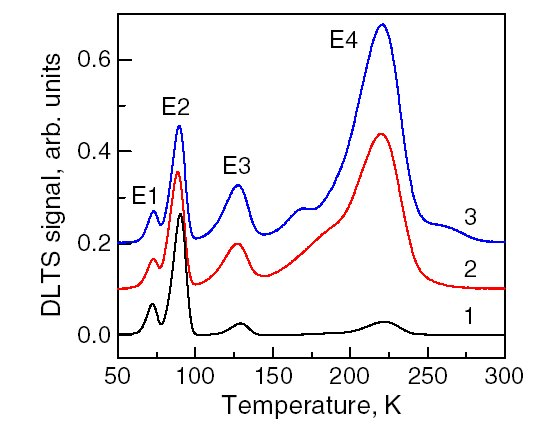
طیف‌های معمولی DLTS

در DLTS معمولی، ظرفیت زودگذر با استفاده روش تقویت کننده قفل یا دو برابر میانگین ماشین جعبه ای زمانی که دمای نمونه به تدریج در حال تغییر است (معمولا در محدوده ای ازدمای نیتروژن مایع تا دمای اتاق ۳۰۰ کلوین یا بالاتر) مورد بررسی قرار می‌گیرد. فرکانس مرجع تجهیزات نرخ تکرار پردازش سیگنال ولتاژ است. در روشی متداول این فرکانس ضرب در مقداری ثابت (بسته به سخت‌افزاری که مورد استفاده قرار می‌گیرد) «نرخ پنجره» نامیده می‌شود. در طول اسکن دما، زمانی پیک‌ها ظاهر می‌شود که میزان انتشار از حامل‌ها از برخی از عیوب برابر نرخ پنجره باشد. با تنظیم نرخ پنجره‌های متفاوت در اندازه‌گیری‌های طیفی DLTS بعدی به دماهای متفاوتی دست می‌یابد که پیک خاصی ظاهر می‌شود. داشتن مجموعه ای از نرخ انتشار و جفت دما مربوطه می‌تواند یک نمودار آرنیوس، که امکان کسر نقص را فراهم می‌کند انرژی فعال سازی برای فرایند انتشار حرارتی. معمولاً این انرژی (گاهی اوقات سطح انرژی نقص نامیده می‌شود) همراه با مقداری قطع نمودار پارامترهای نقص هستند که برای شناسایی یا تجزیه و تحلیل استفاده می‌شوند. در نمونه‌هایی که چگالی رسانایی حامل کم زودگذر دارند نیز برای تجزیه و تحلیل DLTS استفاده شده‌است.
علاوه بر اسکن دمای معمولی DLTS، که در آن دما در حین پردازش سیگنال کردن دستگاه در فرکانس ثابت پیچ خورده می‌شود، می‌توان دما را ثابت نگه داشت و فرکانس پردازش سیگنال را پیچ خورده کرد. این روش اسکن فرکانس DLTS نامیده می‌شود. در تئوری، اسکن فرکانس و دما DLTS باید نتایج یکسانی داشته باشند. اسکن فرکانس DLTS مخصوصاً زمانی مفید واقع می‌شود که یک تغییر شدید دما ممکن است به دستگاه آسیب برساند. مثالی که برای مفید بودن اسکن فرکانس نشان داده شد، برای مطالعه دستگاه‌های ماسفِت مدرن با اکسیدهای گیت نازک و حساس است.
DLTS برای مورد مطالعه قرار گرفتن نقاط کوانتومی و سلول‌های خورشیدی پروسکایت مورد استفاده قرار گرفته شده‌است.

### MCTS و DLTS حامل بخش کمتر
برای دیودهای شاتکی، دام‌های حامل بیشتر با استفاده از یک پردازش سیگنال یک طرفه معکوس مشاهده می‌شوند، در حالی که دام‌های حامل کمتر را می‌توان موقعی مشاهده کرد که پردازش سیگنال‌های ولتاژ یک طرفه معکوس با پالس‌های نور با انرژی فوتون از محدوده طیفی شکاف نوارهای نیمه رسانا فوق جایگزین شوند. این روش طیف‌سنجی زودگذر حامل کمتر (MCTS) نامیده می‌شود. دام‌های حامل کمتر را می‌توان برای پیوندهای p-n با استفاده از پالس‌های یک طرفه رو به جلو مشاهده کرد، که حامل‌های کمتر را به ناحیه بار فضایی تزریق می‌کنند. در نمودارهای DLTS، طیف‌های حامل اقلیت معمولاً با علامت مخالف دامنه نسبت به طیف تله حامل اکثریت نشان داده می‌شوند.

### لاپلاس DLTS
افزونه ای برای DLTS وجود دارد که به عنوان تبدیل لاپلاس DLTS با وضوح بالا (LDLTS) شناخته شده‌است. لاپلاس DLTS یک روشی همدمایی است که در آن زودگذرهای خازنی دیجیتالی می‌گردند و در دمای ثابت میانگین آنها گرفته می‌شوند. سپس نرخ انتشار عیب با استفاده از روش‌های عددی معادل تبدیل لاپلاس معکوس قابل به دست آوردن است. نرخ انتشار به دست آمده به عنوان یک نمودار طیفی ارائه می‌گردد. فایده اصلی Laplace DLTS در قیاس با DLTS معمولی افزایش قابل توجه دقت انرژی است که در اینجا به عنوان قابلیت تشخیص سیگنال‌های بسیار شیبه به یکدیگر قابل درک است.
لاپلاس DLTS در ترکیب با تنش تک محوره موجب به تقسیم سطح انرژی عیب می گرددد. با فرض توزیع تصادفی عیوب در جهت‌گیری‌های غیر یکنواخت، تعداد خطوط تقسیم و نسبت شدت آنها منعکس کننده کلاس تقارن عیب داده شده‌است.
استفاده از LDLTS در خازن‌های ماسفت به ولتاژهای قطبی شده دستگاه در محدوده ای نیاز می‌شود که سطح فِرمی برون یابی شده از نیمه رسانا به رابط نیمه رسانا-اکسید این رابط را در حول و هوش شکاف نوارهای نیمه رسانا قطع کند. حالت‌های رابط الکترونیکی موجود در این رابط می‌تواند حامل‌ها را مشابه عیب‌هایی که در بالا توضیح داده شد به دام بیندازد. اگر اشغال آنها با الکترون‌ها یا حفره‌ها توسط یک ولتاژ پردازش سیگنال کوچک مختل شود، ظرفیت خازن دستگاه پس از پردازش سیگنال به مقدار اولیه خود بر می‌گردد زیرا حالت‌های رابط شروع به انتشار حامل‌ها می‌کنند. این فرایند بازیابی را می‌توان با روش LDLTS برای ولتاژهای قطبی شده دستگاه‌های مختلف تجزیه و تحلیل کرد. چنین رویه ای اجازه می‌دهد تا توزیع حالت انرژی حالت‌های الکترونیکی رابط را در رابط‌های نیمه رسانا-اکسید (یا دی الکتریک) بدست آوریم.

### DLTS با ظرفیت ثابت
به‌طور عموم، تحلیل‌های ظرفیت زودگذر در اندازه‌گیری‌های DLTS فرض می‌کند که غلظت دام‌های مورد بررسی بسیار کمتر از غلظت آلایش مواد است. در مواردی که این فرض تحقق نیابد، برای تعیین دقیق تر غلظت دام از روش DLTS خازنی ثابت (CCDLTS) استفاده می‌شود. زمانی که عیوب شارژ می‌گردند و غلظت آنها زیاد است، بعد عرض ناحیه فضای دستگاه تغییر می‌کند و تجزیه و تحلیل زودگذر خازن را نادرست می‌کند. مدار الکترونیکی اضافی که با تغییر ولتاژ یکطرفه دستگاه، ظرفیت کل دستگاه را ثابت نگه می‌دارد، به ثابت نگه داشتن عرض ناحیه تخلیه کمک می‌کند. در نتیجه، ولتاژ متغیر دستگاه، فرایند شارژ مجدد عیب را منعکس می‌کند. یک تجزیه و تحلیلی از سیستم CCDLTS با استفاده از نظریه بازخورد توسط لاو و لام در سال ۱۹۸۲ ارائه شد

### I-DLTS و PITS
یک عیب مهم برای DLTS وجود دارد: نمی‌توان از آن برای مواد عایق استفاده کرد. (توجه: یک عایق را می‌توان به عنوان یک‌نیمه رسانا شکاف نوار بسیار بزرگ در نظر گرفت) برای مواد عایق، تولید دستگاهی با یک ناحیه فضایی که عرض آن می‌تواند توسط ولتاژ خارجی یکطرفه تغییر کند، سخت یا ناممکن است و بنابراین روش‌های DLTS مبتنی بر اندازه‌گیری ظرفیت را نمی‌توان برای آنالیز عیب استفاده کرد. بر اساس تجربیات طیف‌سنجی جریان تحریک شده حرارتی (TSC)، جریان‌های زودگذر با روش‌هایDLTS (I-DLTS)، که در آن پالس‌های نور برای اختلال اشغال نقص استفاده می‌شوند، تجزیه و تحلیل می‌شوند. این روش در ادبیات گاهی اوقات طیف‌سنجی زودگذر نشائت گرفته از نور (PITS) نامیده می‌شود. I-DLTS یا PITS نیز برای مطالعه عیوب در ناحیه i یک دیود پین مورد استفاده قرار می‌گیرند.